# Saut à ski aux Jeux olympiques de 1948
Pour des articles plus généraux, voir Saut à ski aux Jeux olympiques et Jeux olympiques d'hiver de 1948.
Navigation
Garmisch-Partenkirchen 1936 Oslo 1952
Les épreuves de saut à ski aux Jeux olympiques d'hiver de 1948 se sont déroulées sur le tremplin Olympiaschanze, à Saint-Moritz, le 8 février 1948. Les Norvégiens ont remporté toutes les médailles.

## Podium
| Épreuves         | Or                    | Argent            | Bronze                     |
| Petit tremplin H | Petter Hugstedt (NOR) | Birger Ruud (NOR) | Thorleif Schjelderup (NOR) |

## Résultat
| Place | Nation     | Athlète              | Points |
| ----- | ---------- | -------------------- | ------ |
| 1er   | Norvège    | Petter Hugstedt      | 228.1  |
| 2e    | Norvège    | Birger Ruud          | 226.6  |
| 3e    | Norvège    | Thorleif Schjelderup | 225.1  |
| 4e    | Finlande   | Matti Pietikäinen    | 224.6  |
| 5e    | États-Unis | Gordy Wren           | 222.8  |
| 6e    | Finlande   | Leo Laakso           | 221.7  |
| 7e    | Norvège    | Asbjørn Ruud         | 220.2  |
| 8e    | Finlande   | Aatto Pietikäinen    | 215.4  |

## Médailles
| Place | Nation  |   |   |   | Total |
| ----- | ------- | - | - | - | ----- |
| 1er   | Norvège | 1 | 1 | 1 | 3     |